# Hieroteusz II (patriarcha Aleksandrii)
Hieroteusz II, zwany Stafylopatis (zm. 1858) – prawosławny patriarcha Aleksandrii w latach 1847–1858.

## Życiorys
Urodził się na Sifnos. Po wyborach, realizując inicjatywę Michaela Tositsa, wzniósł katedrę Zwiastowania w Aleksandrii, którą otwarto 25 marca 1856. Uczestniczył w kilku sesjach, w tym w Stambule w 1850.